# Condado de Ostróda
Condado de Ostróda (polaco: powiat ostródzki) é um powiat (condado) da Polónia, na voivodia de Vármia-Masúria. A sede do condado é a cidade de Ostróda. Estende-se por uma área de 1764,89 km², com 105 499 habitantes, segundo os censos de 2005, com uma densidade 59,78 hab/km².

## Divisões admistrativas
O condado possui:
Comunas urbanas: Ostróda
Comunas urbana-rurais: Miłakowo, Miłomłyn, Morąg
Comunas rurais: Dąbrówno, Grunwald, Łukta, Małdyty, Ostróda
Cidades: Ostróda, Miłakowo, Miłomłyn, Morąg

## Demografia
População (dados de 30 de Junho de 2005):
|          | Total   | Total | Mulheres | Mulheres | Homens  | Homens |
| -------- | ------- | ----- | -------- | -------- | ------- | ------ |
|          | pessoas | %     | pessoas  | %        | pessoas | %      |
| Total    | 105 499 | 100   | 53 682   | 50,9     | 51 817  | 49,1   |
| Cidades  | 53 046  | 100   | 27 728   | 52,3     | 25 318  | 47,7   |
| Povoados | 52 453  | 100   | 25 954   | 49,5     | 26 499  | 50,5   |